# 燕福龙
燕福龙（1960年—），山西闻喜人。汉族。加入中国共产党。中国人民大学工业经济专业毕业。

## 生平
曾担任山西太原第二发电厂厂长，后调任山西省电网公司副总经理，之后进入国家电网公司总部任职。2007年11月，在国家电网公司安监部主任任上调任国家电网公司辽宁省电力有限公司原总经理。2010年获得“全国劳动模范”称号。
2008年，当选第十一届全国人民代表大会辽宁地区代表。2013年，被选为第十二届全国人民代表大会辽宁地区代表。因涉嫌违纪违法，2014年9月26日，辽宁省第十二届人大常委会第十二次会议决定接受其辞去第十二届全国人民代表大会代表职务。2016年因涉嫌贿选被认定当选无效。
2014年8月27日，中纪委通报，燕福龙涉嫌严重违纪违法问题被立案调查。2014年12月24日，最高人民检察院网站通报，河北省人民检察院日前依法对国家电网公司辽宁省电力有限公司原总经理、党组原副书记燕福龙涉嫌受贿犯罪决定逮捕。